# Рарог
Рарог, Рарашек, Рариг је старословенско митолошко биће - ватрени дух у облику птице, повезан са култом огњишта.
Према легендама сачуваним у Чешкој, Рарог може бити рођен из јајета, које девет дана и ноћи човек кува на шпорету Рарог се представља као птица (обично држи плен) или змаја са ватреним телом.